# Блайнай Гуент
Бла̀йнай Гуѐнт (на уелски: Blaenau Gwent, звуков файл и буквени символи за произношението ) е административна единица в Уелс, със статут на графство-район (на английски: county borough).
Областта е създадена през 1974 г. След влизане в сила на Закона за местното управление през 1994 г. получава статут на графство-район.
Блайнай Гуент се намира в Южен Уелс и граничи с Поуис на север, Мънмътшър и Торвайн на изток, Карфили на запад. Главен административен център е град Ебу Вейл.

## Градове
- Абъртилъри
- Блайна
- Бринмаур
- Ебу Вейл
- Тредегар